# Anna mollifolia
Anna mollifolia är en tvåhjärtbladig växtart som först beskrevs av Wen Tsai Wang, och fick sitt nu gällande namn av Wen Tsai Wang och K.Y. Pan. Anna mollifolia ingår i släktet Anna och familjen Gesneriaceae. Inga underarter finns listade i Catalogue of Life.

## Bildgalleri

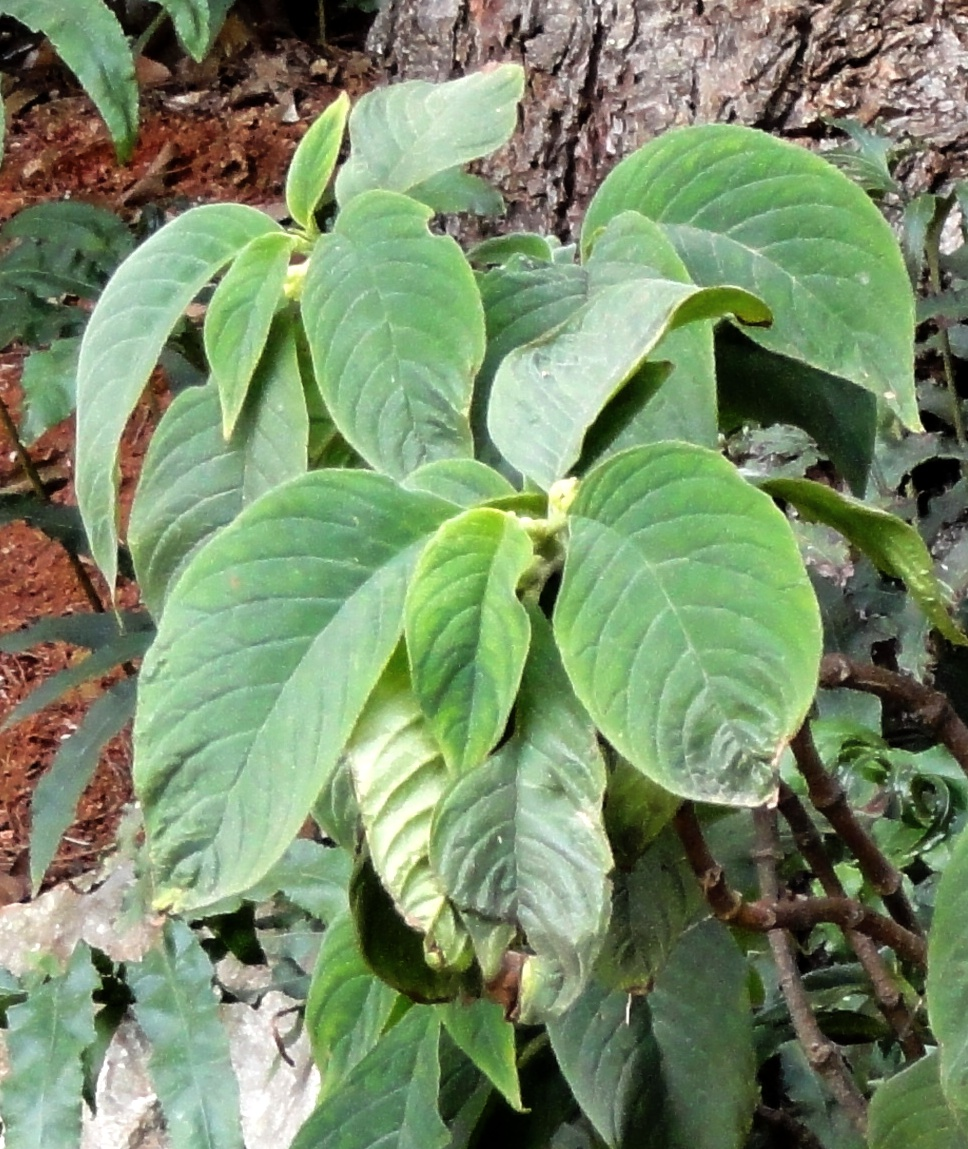